# ميركو أنتونوتشي
ميركو أنتونوتشي (بالإيطالية: Mirko Antonucci)‏ (11 مارس 1999 بروما في إيطاليا - ) هو لاعب كرة قدم إيطالي في مركز مهاجم ‏. لعب مع نادي روما.

## وصلات خارجية
- ميركو أنتونوتشي على موقع الاتحاد الأوربي (الإنجليزية)
- ميركو أنتونوتشي على موقع قاعدة بيانات كرة القدم.إي يو (الإنجليزية)
- ميركو أنتونوتشي على موقع ليكيب (الفرنسية)
- ميركو أنتونوتشي على موقع Soccerway.com (الإنجليزية)
- ميركو أنتونوتشي على موقع عالم كرة القدم.نت (الإنجليزية)
- ميركو أنتونوتشي على موقع AS.com (الإسبانية)